# Peter Harling Boysen
Peter Harling Boysen (født 3. april 1963) er en dansk generalmajor, der siden 1. maj 2024 har været chef for Hærkommandoen. 
Forsvaret
Uddannelse og tidlig karriere
Boysen begyndte sin militære karriere i 1983 med værnepligt, sergent- og reserveofficersuddannelse i Nørrejyske Artilleriregiment. Han gennemførte derefter Officersgrunduddannelsen og videregående officersuddannelse, herunder Advanced Command and Staff College i Storbritannien, samt en master i Defence Studies fra King's College i London. 
Forsvaret
Tjeneste i udlandet
Boysen har haft flere internationale udsendelser, herunder:
- 1991: Delingsfører i UNFICYP (Cypern)
- 1995: Næstkommanderende i UNPROFOR (Bosnien-Hercegovina)
- 1997: Kompagnichef i SFOR (Bosnien-Hercegovina)
- 2008: Næstkommanderende ved den danske bataljonskampgruppe i ISAF (Afghanistan)
- 2010-2011: Chef for Planlægnings- og Stabiliseringsafdelingen i Operationsstaben, VFK
- 2018-2023: Chef for Specialoperationskommandoen (SOKOM)

Forsvaret
Chef for Hærkommandoen
Den 1. maj 2024 blev Boysen udnævnt til chef for Hærkommandoen. I denne rolle er han ansvarlig for at lede og udvikle Hæren, herunder opbygning af Hærens 1. Brigade og implementering af tiltag for at fastholde og rekruttere dygtige medarbejdere. 
Forsvaret
Dekorationer
Boysen er blevet tildelt flere dekorationer, herunder:
- Kommandør af Dannebrogordenen af 1. grad
- Forsvarets Medalje for International Tjeneste 1948-2009
- Hæderstegnet for god tjeneste ved Hæren, 25 år
- FN Fredsprismedalje
- US Army Commendation Medal for Military Merit
- NATO medalje, KFOR – Eksjugoslavien
- NATO ISAF 5 medalje
- UN CYPRES medalje
- UN PROFOR medalje
- UN UNTSO medalje